# Amtsgericht Bublitz
Das Amtsgericht Bublitz war ein preußisches Amtsgericht mit Sitz in Bublitz, Provinz Pommern.

## Geschichte
Das königlich preußische Amtsgericht Bublitz wurde mit Wirkung zum 1. Oktober 1879 als eines von zwölf Amtsgerichten im Bezirk des Landgerichtes Köslin im Bezirk des Oberlandesgerichtes Stettin gebildet. Der Sitz des Gerichtes war Bublitz. Sein Gerichtsbezirk umfasste den Kreis Bublitz. Am Gericht bestanden 1880 zwei Richterstellen. Das Amtsgericht war damit ein mittelgroßes Amtsgericht im Landgerichtsbezirk.
Im Jahre 1945 wurden der größte Teil Pommerns, darunter der Sprengel des Amtsgerichtes Bublitz, unter polnische Verwaltung gestellt und die deutschen Bewohner vertrieben. Damit endete die Geschichte des Amtsgerichtes Bublitz.